# حیات وحش ژاپن

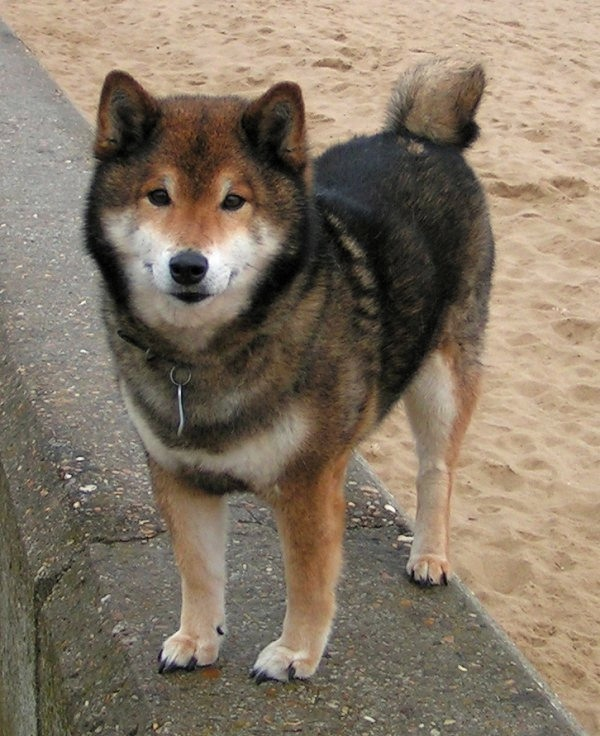
سگ شیبا اینو، از نژادهای سگ منحصر به حیات وحش ژاپن

حیات وحش ژاپن شامل گیاگان، زیاگان و زیستگاه‌های طبیعی این کشور است.

## حفاظت
در سال ۱۸۹۷ ژاپن قانونی تصویب کرد که از جنگل‌ها برای اهداف مختلفی از جمله جلوگیری از فرسایش، حفاظت از سرآب‌ها و حمایت از اکوسیستم‌های ماهی‌ها محافظت می‌کند. در سال ۲۰۲۳، ۱۲ میلیون هکتار محافظت‌شده بوده‌اند. برخی ماهیگیران برای حفظ جنگل‌ها در مناطق ساحلی فعالیت کرده‌اند و متعاقباً آب‌های ساحلی تنوع زیستی بیشتری از ماهی‌ها داشته‌اند.